# Ciclismo nos Jogos Paralímpicos de Verão de 2012 - Corrida feminina em estrada
As competições de corrida feminina em estrada do Ciclismo nos Jogos Paralímpicos de Verão de 2012 foram disputadas no dia 6 a 8 de setembro no Circuito de Brands Hatch em Kent, Grã-Bretanha.

## Medalhistas

### Classe B
| Ouro   | CAN Robbi Weldon / Lyne Bessette (piloto)          |
| Prata  | ESP Josefa Benítez Guzmán / Maria Noriega (piloto) |
| Bronze | NED Kathrin Goeken / Kim van Dijk (piloto)         |

### Classe H1-3
| Ouro   | USA Marianna Davis |
| Prata  | USA Monica Bascio  |
| Bronze | GBR Rachel Morris  |

### Classe H4
| Ouro   | GER Andrea Eskau   |
| Prata  | NED Laura de Vaan  |
| Bronze | GER Dorothee Vieth |

### Classe C1-3
| Ouro   | CHN Zeng Sini        |
| Prata  | GER Denise Schindler |
| Bronze | USA Allison Jones    |

### Classe C4-5
| Ouro   | GBR Sarah Storey   |
| Prata  | POL Anna Harkowska |
| Bronze | USA Kelly Crowley  |

## B
| Pos.              | Atleta                                         | País              | Tempo   |
| ----------------- | ---------------------------------------------- | ----------------- | ------- |
| Medalha de ouro   | Robbi Weldon Piloto: Lyne Bessette             | CAN Canadá        | 2:08:26 |
| Medalha de prata  | Josefa Benitez Guzman Piloto: Maria Noriega    | ESP Espanha       | 2:08:59 |
| Medalha de bronze | Kathrin Goeken Piloto: Kim van Dijk            | NED Países Baixos | 2:12:56 |
| 4                 | Genevieve Ouellet Piloto: Emilie Roy           | CAN Canadá        | 2:12:56 |
| 5                 | Katie George Dunlevy Piloto: Sandra Fitzgerald | IRL Irlanda       | 2:12:56 |
| 6                 | Adamantia Chalkiadaki Piloto: Argyro Milaki    | GRE Grécia        | 2:12:56 |
| 7                 | Phillipa Gray Piloto: Laura Thompson           | NZL Nova Zelândia | 2:12:56 |
| 8                 | Lora Turnham Piloto: Fiona Duncan              | GBR Grã-Bretanha  | 2:13:00 |
| 9                 | Catherine Walsh Piloto: Francine Meehan        | IRL Irlanda       | 2:13:04 |
| 10                | Martine Chaudier Piloto: Laure Girard          | FRA França        | 2:15:42 |
| 11                | Henrike Handrup Piloto: Ellen Heiny            | GER Alemanha      | 2:17:46 |
| 98 !              | Joleen Hakker Piloto: Samantha van Steenis     | NED Países Baixos | DNF     |
| 98 !              | Iryna Fiadotova Piloto: Alena Drazdova         | BLR Bielorrússia  | DNF     |

## H1-3
| Pos.              | Atleta                  | Classe | Tempo   |
| ----------------- | ----------------------- | ------ | ------- |
| Medalha de ouro   | USA Marianna Davis      | H2     | 1:41:34 |
| Medalha de prata  | USA Monica Bascio       | H3     | 1:42:07 |
| Medalha de bronze | GBR Rachel Morris       | H3     | 1:43:08 |
| 4                 | GBR Karen Darke         | H2     | 1:43:08 |
| 5                 | SUI Sandra Graf         | H3     | 1:50:13 |
| 6                 | RUS Svetlana Moshkovich | H3     | 1:51:29 |
| 7                 | ITA Francesca Fenocchio | H2     | 1:55:10 |
| 8                 | NZL Susan Reid          | H3     | 2:00:39 |
| 9                 | ITA Claudia Schuler     | H2     | 2:02:15 |
| 10                | SVK Anna Oroszova       | H2     | 2:03:55 |
| 95 !              | KOR Kim Jung-Im         | H3     | LAP     |
| 96 !              | BUR Kadidia Nikiema     | H3     | LAP     |
| 97 !              | FRA Murielle Lambert    | H3     | LAP     |
| 98 !              | USA Alicia Dana         | H2     | DNF     |
| 99 !              | SUI Ursula Schwaller    | H2     | DNF     |

## H4
| Pos.              | Atleta                 | Tempo   |
| ----------------- | ---------------------- | ------- |
| Medalha de ouro   | GER Andrea Eskau       | 1:31:05 |
| Medalha de prata  | NED Laura de Vaan      | 1:41:21 |
| Medalha de bronze | GER Dorothee Vieth     | 1:41:21 |
| 4                 | SWE Jessica Hedlund    | 1:48:42 |
| 5                 | POL Monika Pudlis      | 1:49:30 |
| 6                 | ISR Pascale Bercovitch | LAP     |

## C1-3
| Pos.              | Atleta                     | Classe | Tempo   |
| ----------------- | -------------------------- | ------ | ------- |
| Medalha de ouro   | CHN Zeng Sini              | C2     | 1:29:02 |
| Medalha de prata  | GER Denise Schindler       | C3     | 1:29:11 |
| Medalha de bronze | USA Allison Jones          | C2     | 1:29:11 |
| 4                 | CZE Tereza Diepoldová      | C2     | 1:29:48 |
| 5                 | ESP Raquel Acinas Poncelas | C2     | 1:39:51 |
| 6                 | AUS Simone Kennedy         | C3     | 1:52:32 |
| 99 !              | AUT Anita Ruetz            | C2     | DNF     |
| 99 !              | AUS Jayme Paris            | C1     | DNF     |
| 99 !              | CHN He Yin                 | C2     | DNF     |

## C4-5
| Pos.              | Atleta                   | Classe | Tempo   |
| ----------------- | ------------------------ | ------ | ------- |
| Medalha de ouro   | GBR Sarah Storey         | C5     | 1:40:36 |
| Medalha de prata  | POL Anna Harkowska       | C5     | 1:47:58 |
| Medalha de bronze | USA Kelly Crowley        | C5     | 1:48:34 |
| 4                 | GER Kerstin Brachtendorf | C5     | 1:51:15 |
| 5                 | USA Jennifer Schuble     | C5     | 1:54:50 |
| 6                 | GBR Crystal Lane         | C5     | 1:54:50 |
| 7                 | SUI Annina Schillig      | C5     | 1:55:43 |
| 8                 | USA Greta Neimanas       | C5     | 1:55:57 |
| 9                 | AUS Susan Powell         | C4     | 1:56:12 |
| 10                | NZL Fiona Southorn       | C5     | 1:57:05 |
| 11                | CHN Ruan Jianping        | C4     | 1:57:17 |
| 12                | SUI Sara Tretola         | C5     | 1:57:19 |
| 13                | CAN Marie-Claude Molnar  | C4     | 1:58:44 |
| 98 !              | AUS Alexandra Green      | C4     | DNF     |
| 99 !              | USA Megan Fisher         | C4     | DNF     |